# 日本共産党大会

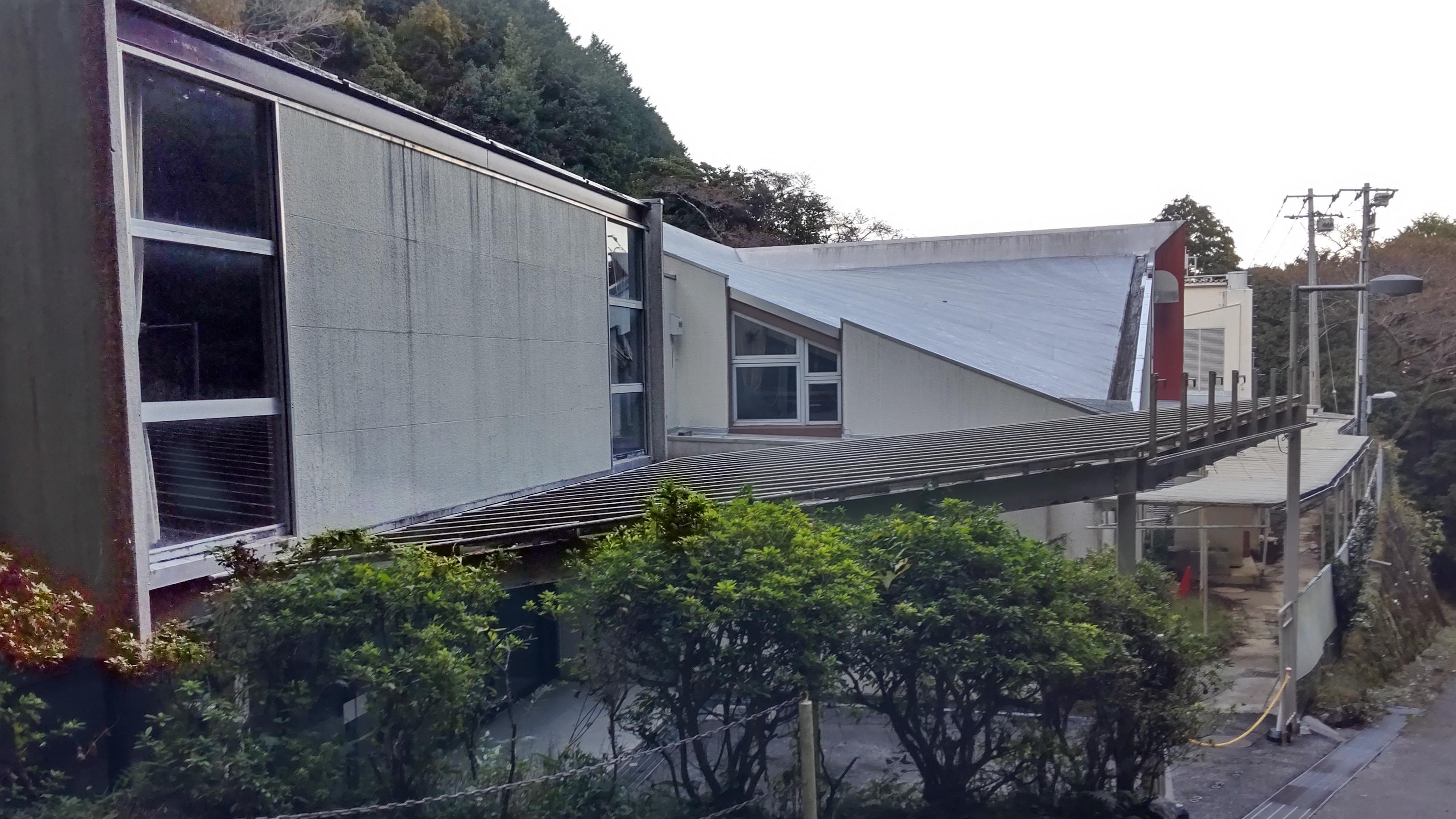
大会が開催される伊豆学習会館

日本共産党大会（にほんきょうさんとうたいかい）は、日本共産党の全体会議であり、同党の最高機関である。

## 概要
2年から3年の間に中央委員会によって招集され、開催される。事情がある場合には、中央委員会は党大会の招集を延期することができる（規約19条）。
党大会は中央委員会の報告を受けてその当否を確認し、中央委員会が提案する議案について審議・決定し、党の綱領・規約を改定し、中央委員会（中央委員と准中央委員）を選出する（規約20条）。
他党の党首に相当する幹部会委員長や、幹事長に相当する中央委員会書記局長は党大会における中央委員会選挙終了後に行われる第1回中央委員会総会（1中総）において選出され、党大会で紹介される。ただし、党大会には中央委員会の人事に介入する権限はない。
大会議案は、おおむね2ヶ月前に開かれる中央委員会総会で提案され、各支部で討議される。また、直接中央委員会に意見を述べ、修正を提案することもできる。書記局に寄せられた提案・意見は、大会前に発行される冊子『しんぶん赤旗党活動のページ・臨時号』（かつてはしんぶん赤旗評論特集版）に全て掲載され、配布される。

各支部は総会を開き、地区党会議への代議員を選出する。地区党会議では、都道府県党会議の代議員を選出する。都道府県党会議で、党大会への代議員を選出する。ただし、中央あるいは都道府県委員会直属の支部についてはこの限りではない。

大会代議員はもちろん、大会で選出される中央委員・准中央委員も国会議員・地方議会議員だけでなく、非議員からも「各界各層の代表」として他党に比べはるかに多い数が選出されることが特徴である。現職の中央委員・准中央委員であっても自動的に代議員に選出されることはなく、党所属の国会議員も一切特別視しない。代議員に選出されなくても、評議員として大会では正式に発言ができる。

## 日程・場所
党大会の期間は概ね4 - 5日間。1977年（昭和52年）の第14回以降は、静岡県熱海市上多賀、JR伊東線伊豆多賀駅西方の山中にある伊豆学習会館付属大講堂で開催されるのが通例となっている。
まず、初日に議長（空席の場合は幹部会委員長）が「開会あいさつ」に立つ。終了後、書記局長が出席者数を確認して定足数が満たされていることが報告された後、議事日程の確認や来賓の紹介などの後に、幹部会委員長（交代が予定されている場合など副委員長級が登壇した例もあり）による「中央委員会報告」が行われ、党大会決議案などの議案の説明がなされる。その後、資格審査委員会の報告がなされ、正式に党大会が成立することを確認する。
その後、代議員による討論に入り、最終日の前日まで行われる。ただし討論は党大会議案そのものについての議論をたたかわせるというものではなく、代議員所属党組織活動内容紹介や、議会活動、選挙活動、党外への宣伝活動などの紹介が主で、党の全国決起集会の様相が強い。
最終日の前日に、中央委員会が推薦する次期中央役員候補者名簿、名誉役員名簿が配布され、提案報告される。代議員による推薦の受付も行われる。
最終日に議長（空席の場合は幹部会委員長。初日の報告と同様に副委員長級が登壇した例あり）による「結語」がなされた後、採決に入るが、大概は全会一致で採択される。その後、中央委員などの中央役員選挙に入り、概ね信任投票が行われ、中央委員会推薦の通り選出されるのが通例である。
中央委員等の候補の信任が確認された後、党大会は休憩し、第1回中央委員会総会（1中総）などが開かれて党中央役員が正式に確定され、党人事の報告がなされる。最後に、新任された議長（空席の場合は幹部会委員長）による「閉会あいさつ」と、議長の音頭取りによる「頑張ろう」のシュプレヒコールを行って、党大会は終わる。
なお、その他中央委員の処分があった場合は党大会に報告されるとともに、規約上の処分についての再審査の請求があった場合は、その再審査の結果の承認が行われることになっている。

## 歴代の党大会
- 創立大会（1922年（大正11年）7月15日）
  - 東京府東京市（現・東京23区）内で密かに開催（ただし、開催日については異説もある）。
- 第2回党大会（1923年（大正12年）2月4日）
- 第3回党大会（1926年（大正15年）12月4日）
  - 山形五色温泉で密かに開催。
- 第4回党大会（1945年（昭和20年）12月1日 - 3日）
  - 合法政党となり、初めて公然と開かれた大会。
- 第5回党大会（1946年（昭和21年）2月24日 - 26日）
- 第6回党大会（1947年（昭和22年）12月21日 - 24日）
  - こののち、いわゆる50年問題とGHQによる弾圧のためにこの大会で選出された中央委員会の機能は実質的に停止。以後1955年まで党大会や中央委員会総会に代わる「全国協議会」が6回に渡って行われた。第7回大会の前には、第6回党大会で選ばれた中央委員と、六全協で決まった新役員による拡大会議も行われている。
- 第7回党大会（1958年（昭和33年）7月21日 - 8月1日）
  - 党の統一を回復、大会議案として提案された「党章草案」のうち、「党規約」部分を採択する。党綱領については継続審議とし、行動綱領を決定する。
  - 野坂参三が初代中央委員会議長、宮本顕治が書記長にそれぞれ選ばれる。
- 第8回大会（1961年（昭和36年）7月25日 - 31日）
  - 綱領を決定する。
- 第9回党大会（1964年（昭和39年）11月24日 - 30日）
- 第10回党大会（1966年（昭和41年）10月24日 - 30日）
- 第11回党大会（1970年（昭和45年）7月1日 - 7日）
  - 規約を改定、第1回中央委員会総会でそれまで書記長だった宮本が初代幹部会委員長に選出される。
- 第12回党大会（1973年（昭和48年）11月14日 - 21日）
  - 第7回中央委員会総会で「宗教についての日本共産党の見解と態度」を採択する。
- 第13回臨時党大会（1976年（昭和51年）7月28日 - 30日）
  - 綱領を一部改定、「自由と民主主義の宣言」が採択される。
- 第14回党大会（1977年（昭和52年）10月17日 - 22日）
- 第15回党大会（1980年（昭和55年）2月26日 - 3月11日）
- 第16回党大会（1982年（昭和57年）7月27日 - 31日）
  - 第1回中央委員会総会でそれまで書記局長だった不破哲三を第2代幹部会委員長に抜擢。宮本が第2代議長、野坂は名誉議長にそれぞれ選出される。
- 第17回党大会（1985年（昭和60年）11月19日 - 24日）
- 第18回党大会（1987年（昭和62年）11月25日 - 29日）
  - 第1回中央委員会総会で村上弘を第3代幹部会委員長に抜擢。
  - 第5回中央委員会総会で村上が持病悪化を理由に幹部会委員長を辞任。不破が第4代委員長に選出される。
- 第19回党大会（1990年（平成2年）7月9日 - 13日）
  - 第18期第6回中央委員会総会で改定された「自由と民主主義の宣言」を追認する。
  - 第1回中央委員会総会で志位和夫を書記局長に抜擢。
- 第20回党大会（1994年（平成6年）7月19日 - 23日）
  - 綱領・規約の改定が行なわれる。「一部改定」としているが、文面が大幅に変更され、ほぼ全面改定のようになっている。
  - 第5回中央委員会総会で現在の「自由と民主主義の宣言」が採択される。
- 第21回党大会（1997年（平成9年）9月22日 - 26日）
  - 宮本が議長・中央委員を退任、名誉役員に選ばれる。同時に議長ポストの常設が義務ではなくなる。
- 第22回党大会（2000年（平成12年）11月20日 - 24日）
  - 第1回中央委員会総会で志位が第5代幹部会委員長に、不破は第3代議長にそれぞれ選出。
  - 現在の党規約が採択される。
- 第23回党大会（2004年（平成16年）1月13日 - 17日）
  - 現在の綱領が採択される。
- 第24回党大会（2006年（平成18年）1月11日 - 14日）
  - 不破が中央委員会議長を退任。ただし常任幹部会委員には留任する。
- 第25回党大会（2010年（平成22年）1月13日 - 16日）
  - これまでの中央委員会縮小の方針が転換され、准常任幹部会委員が導入された。
- 第26回党大会（2014年（平成26年）1月15日 - 18日）
  - 党書記局長に山下芳生を抜擢。
  - 第5回中央委員会総会で山下が書記局長を辞任。後任に小池晃が就く。
- 第27回党大会（2017年（平成29年）1月15日 - 18日）[1]
  - 笠井亮を党政策委員会責任者に選出。
- 第28回党大会（2020年（令和2年）1月14日 - 18日）[2]
  - 綱領を一部改定、中国を「社会主義を目指す国」とした行を削除する。
- 第29回党大会（2024年（令和6年）1月15日 - 18日）[3]
  - 志位が第4代議長、不破が名誉役員に就任。志位の後任の第6代委員長に田村智子が就き、本党史上初の女性党首が誕生した。
  - 大会決議採決の際に「保留」の投票が6票あった。意見表明の保留は、党規約5条の(5)で認められた権利であり、その場合も、大会決議には従う必要がある。